# 宝东街道
宝东街道，是中华人民共和国河南省新乡市凤泉区下辖的一个乡镇级行政单位。

## 行政区划
宝东街道下辖以下地区：
电力社区、宝中社区和建材社区。

## 交通
- 京广铁路：新乡北站